# Mimivirus
Mimivirus es un género de virus de gran tamaño que infecta amebas. Poseen ADN de doble cadena cuyas partículas maduras tienen una cápsida de entre 400 y 500 nm de diámetro, 1 181 404 pb y aproximadamente 911 ORF. Fue descubierto por primera vez en 1992 en una torre de refrigeración industrial en Bradford (Inglaterra) e identificado en 2003 por un grupo de investigadores en la Universidad de Aix-Marsella (Francia). El virus, que fue descubierto mientras se estudiaba la legionelosis (una enfermedad causada por la bacteria Legionella), se encontró dentro de la ameba acuática Acanthamoeba polyphaga. A su vez, también se encontraron anticuerpos para este virus en muestras de sangre humana.
Debe su nombre a que cuando fue descubierto fue confundido con una bacteria debido a su tamaño, y a que "imitaba" (en inglés mimic) mediante una tinción de Gram la tinción de una bacteria Gram positiva. Los Mimivirus son los únicos miembros de una nueva familia de virus, denominada Mimiviridae, que se integra dentro de un grupo de virus de origen monofilético, denominado virus nucleocitoplasmáticos de ADN de gran tamaño (NCLDV, en inglés) y al que pertenecen virus tan relevantes para la salud humana y animal como el virus de la viruela (Familia Poxviridae), el virus del herpes labial (Herpesviridae) o el virus de la peste porcina africana o VPPA (Asfarviridae).
Se realizaron estudios en la Université de la Méditerranée y publicados en la revista Nature en los que se secuenció el genoma del organismo. Los resultados obtenidos fueron: 800 nm de longitud, 1 181 404 pares de bases, y 1262 genes. Solo el 10 % del genoma es ADN basura. Jean-Michel Claverie, de esta universidad, ha dicho acerca del Mimi: "Hace parecer a este tipo de virus a ADN como una nueva forma de vida parasitaria".
Actualmente se está investigando sobre la posibilidad de que la presencia de Mimivirus en pacientes con cuadros graves de enfermedad pulmonar esté asociada a un pronóstico negativo, no obstante se han publicado datos contradictorios en cuanto a esto. En cualquier caso tanto por su peculiaridad como por su asociación a microorganismos causantes de graves neumonías infecciosas, se trata de un organismo modelo de gran interés científico.

## ¿Vivo?

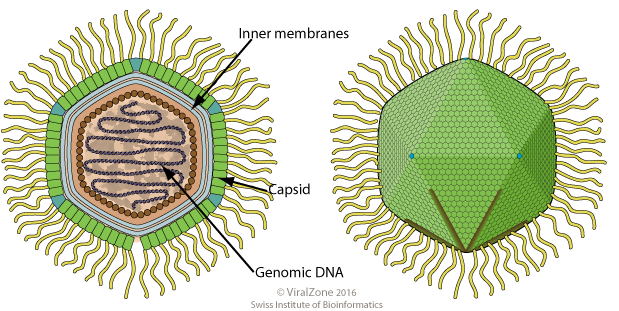
Dibujo esquemático de un virión del género Mimivirus (sección transversal y vista lateral)

Varios miembros de la comunidad científica han declarado recientemente que, debido a que la partícula viral es capaz de generar sus propias proteínas, es de hecho un organismo vivo, una idea que no hace más que agudizar la confusión existente con respecto a la clasificación de los virus. Mimi, con sus 911 genes codificantes, codifica 50 proteínas que nunca antes habían sido vistas en un virus, como un citocromo P450, implicado en el metabolismo energético. Además codifica proteínas que llevan mecanismos bioquímicos que sí tienen algunos virus a una complejidad máxima, como son chaperonas que asisten en el correcto plegamiento de las proteínas y enzimas que pueden proporcionar mecanismos para mantener la integridad del ADN (rutas bioquímicas de reparación de errores durante la replicación o de daños físico-químicos). Representa una nueva familia dentro de los grandes virus ADN nucleocitoplasmáticos que emergieron en la Tierra hace aproximadamente cuatro mil millones de años. Además, desafía el sistema de clasificación de los organismos dentro de tres dominios distintos (Archaea, Bacteria y Eukarya), ya que parece exigir la creación de un cuarto dominio. Su linaje es muy antiguo y podría haber emergido antes de la existencia de los organismos celulares, lo cual puede traer consecuencias drásticas en las concepciones sobre el origen de la vida.

## Genoma

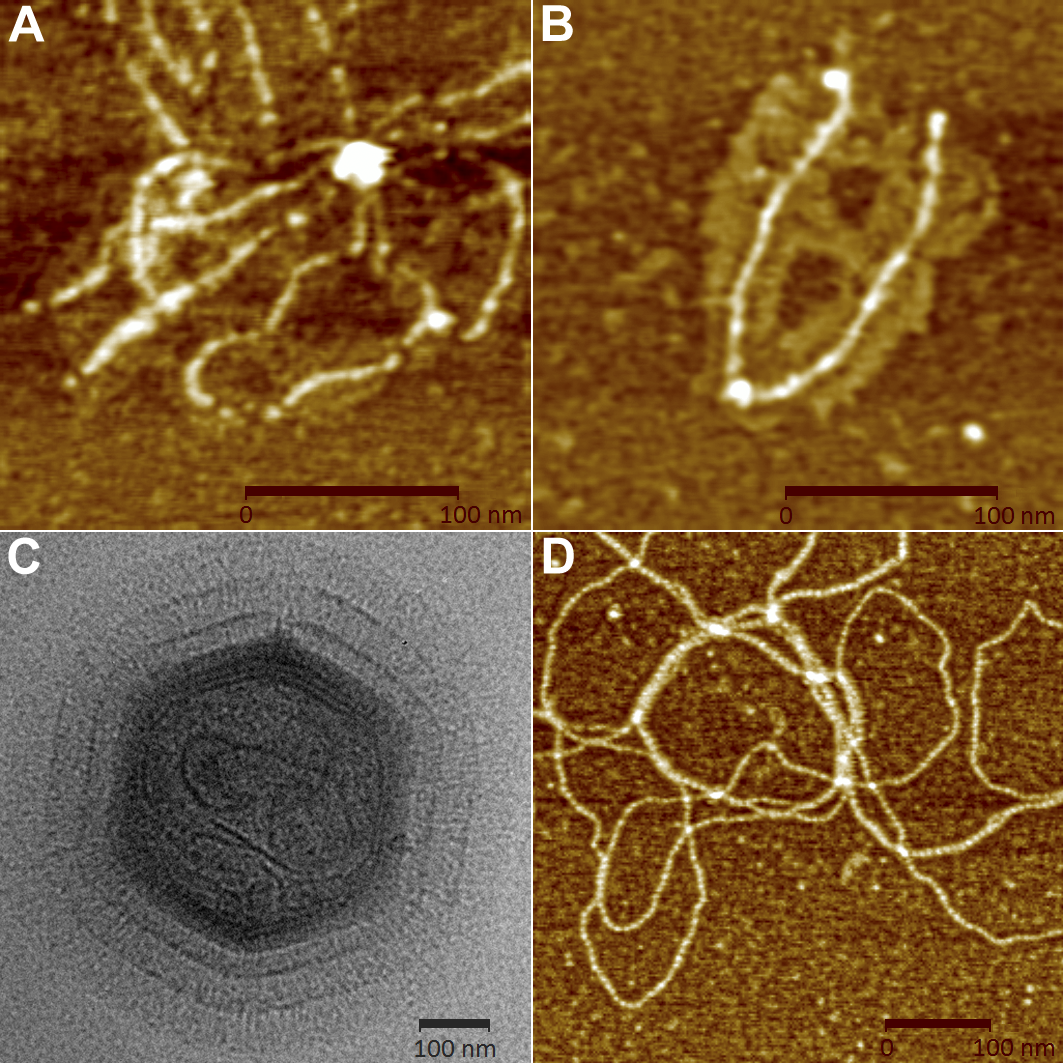
Mimivirus

El genoma de Mimivirus está conformado por una molécula de ADN de doble cadena lineal de 1 181 404 pares de bases. Esto hace que sea el mayor genoma viral conocido, superando al del miovirus Bacillus phage G. Además del gran tamaño de su genoma, se estima que Mimivirus posee 911 genes que codifican proteínas, superando considerablemente los 4 genes codificantes mínimos requeridos para la existencia de los virus (véase MSD y virus Qβ).
El análisis del genoma de Mimivirus mostró la presencia de genes no encontrados en ningún otro virus. Un ejemplo es el gen que codifica para ARNt aminoacil transferasa, que hasta entonces se creía exclusivo de organismos celulares. Como otros virus de gran tamaño, Mimivirus contiene varios genes para el metabolismo de azúcares, lípidos y aminoácidos, así como otros genes relacionados con el metabolismo y no encontrados en ningún otro virus. Aproximadamente el 90 % del genoma es codificante, siendo el 10 % restante "ADN basura".

## Implicaciones en la definición de "vida"
El Mimivirus posee un gran número de características que lo sitúan en la frontera entre lo vivo y lo no vivo. Es tan grande como algunas especies de bacterias, tales como Rickettsia conorii y Tropheryma whipplei, el tamaño de su genoma es comparable al de varias bacterias, incluidas las anteriormente nombradas, y codifica para productos que se pensaba que no eran codificados por ningún virus. Además, Mimivirus posee genes que codifican para la síntesis de nucleótidos y aminoácidos, algunos de los cuales están ausentes incluso en pequeños procariotas intracelulares obligados. Esto significa, que al contrario que estas bacterias, Mimivirus no depende del genoma de la célula hospedadora para codificar las rutas metabólicas para estos productos. Sin embargo, Mimivirus carece de genes para proteínas ribosómicas, por lo que depende de la célula hospedadora para la traducción proteica y el metabolismo energético. Todos estos factores, en conjunto, han causado un debate científico sobre si el Mimivirus podría ser una forma de vida distinta, comparable a los dominios Eukarya, Archaea y Bacteria. Sin embargo, Mimivirus no posee las siguientes características, las cuales forman parte de alguno de los convenios sobre la definición de vida: homeostasis, crecimiento en el sentido normal del término (en lugar de replicarse a través del autoensamblaje de componentes individuales) o llevar a cabo la división celular.
Debido a que se piensa que podría haber existido con anterioridad a los organismos celulares, Mimivirus tiene un papel importante en el debate sobre los orígenes de la vida. Algunos genes exclusivos de Mimivirus, incluyendo aquellos que codifican para su cápsida, se han conservado en una gran variedad de virus que infectan organismos de todos los dominios —Eukarya, Archaea y Bacteria—. Esto hace pensar que Mimivirus está relacionado con un tipo de virus de ADN que existió antes que los organismos celulares y jugó un papel esencial en el desarrollo de la vida en la Tierra. Una hipótesis alternativa afirma que fueron tres tipos distintos de virus de ADN los que dieron lugar a los tres dominios conocidos.